# جاك تويسينجي
جاك تويسينجي (بالإنجليزية: Jacques Tuyisenge)‏ (22 سبتمبر 1991 برواندا - ) هو لاعب كرة قدم رواندي في مركز الهجوم. شارك مع منتخب رواندا لكرة القدم. أما مع النوادي، فقد لعب مع نادي غور مايا ونادي كيوفو سبورت وPolice F.C. (Rwanda) ‏.

## وصلات خارجية
- جاك تويسينجي على موقع الاتحاد الدولي (مؤرشف)  (الإنجليزية)
- جاك تويسينجي على موقع قاعدة بيانات كرة القدم.إي يو (الإنجليزية)
- جاك تويسينجي على موقع ناشيونال فوتبول تيمز (الإنجليزية)
- جاك تويسينجي على موقع Soccerway.com (الإنجليزية)
- جاك تويسينجي على موقع عالم كرة القدم.نت (الإنجليزية)